# Звягин, Виктор Николаевич
Ви́ктор Никола́евич Звя́гин (род. 14 октября 1941, Чкаловская область) — советский и российский судебно-медицинский эксперт, заслуженный врач РФ, доктор медицинских наук, профессор.
Родился в Чкаловской области 14 октября 1941 года.
В 1965 году окончил Куйбышевский государственный медицинский институт.
В 1968 году был зачислен в аспирантуру и принят на работу в НИИ судебной медицины МЗ СССР в физико-технический отдел, которым руководила В. И. Пашкова.
С 1968 по 1971 год учился в аспирантуре при НИИ судебной медицины.
В 1971 году защитил диссертацию на соискание ученой степени кандидата медицинских наук на тему: «Возрастная морфология швов свода черепа человека : (К методике определения возраста в судебно-медицинских отношении)».
После защиты диссертации продолжил работу в физико-техническом отделе института в должности младшего научного сотрудника.
С 1975 года — старший научный сотрудник в НИИ судебной медицины МЗ СССР в физико-техническом отделе.
В 1983 году защитил диссертацию на соискание ученой степени доктора медицинских наук на тему: «Судебно-медицинская идентификация личности по черепу».
С 1986 года — заведующий физико-техническим отделом НИИ судебной медицины.
С 20 апреля 1990 года — профессор по специальности № 14.00.24 — судебная медицина.
В 1993 году ему присвоена высшая аттестационная категория врача судебно-медицинского эксперта.
С 1995 года — заведующий отделом судебно-медицинской идентификации личности РЦСМЭ.
В 1996 году ему присвоено звание заслуженный врач РФ.
В 2004 году избран почетным членом Международной академии интегративной антропологии. 
Лауреат 1-й Национальной премии лучшим врачам России «Призвание» (2002 год).
Основное направление научной деятельности: разработка вопросов идентификации личности с учетом расовых, половых, этнотерриториальных и индивидуализирующих особенностей скелета человека, восстановление истинного портрета и внешнего облика исторических личностей; автор многих научных трудов.
Автор более трехсот работ: научных статей, монографий, справочников, методических рекомендации, новых медицинских технологий, патентов и свидетельств. Под руководством и при научном консультировании Звягина защищено 7 докторских и 13 кандидатских диссертаций по судебной медицине, курсовые и дипломные работы студентов Биологического факультета Московского государственного университета им. М. В. Ломоносова.
С 12 марта 2013 года — член Синодальной комиссии по канонизации святых в РПЦ
Звягин — участник множества экспертиз, проводившихся по заданию правительственных комиссий и Генпрокуратуры РФ, таких как экспертизы останков царской семьи, Шандора Петёфи, жертв крушения парохода «Адмирал Нахимов». Был руководителем медико-антропологических исторических исследований, проведенных по заданию РПЦ — экспертизы останков адмирала Фёдора Ушакова, Никиты Столпника, Иосифа Волоцкого и других, также был научным консультантом по идентификации трупов военнослужащих, погибших в Чеченской Республике.
Член экспертно-консультативного совета Комиссии при Президенте РФ по военнопленным и пропавшим без вести (2000–2004 гг.), член Международной ассоциации «Идентификация» (AJ) и Европейской антропологической ассоциации (ЕАА). Участник международных экспедиций и выставок, связанных с именами В. Беринга, Р. Амундсена и других, лауреат выставки ВВЦ «Инновация-98» (золотая медаль). Звягин — лауреат Первой национальной премии лучшим врачам России «Призвание» в номинации «За создание нового метода диагностики».
Член диссертационных советов по судебной медицине ФГУ «РЦСМЭ Росздрава», НИИ и Музея антропологии МГУ по защите докторских диссертаций, член редколлегии журнала «Судебно-медицинская экспертиза». Имеет правительственные награды, благодарности Министерства здравоохранения, отмечен похвальной грамотой Патриарха Московского и Всея Руси Алексия II. 
Увлекается рисованием, нумизматикой, участвует в арктических экспедициях и археологических раскопках.
Женат, имеет дочь.

## Научные труды
- Методика краниометрического определения пола и антропологического типа населения Кавказа при медико-криминалистической идентификации личности : методические рекомендации / Звягин В. Н., Галицкая О. И. ; Федеральное государственное бюджетное учреждение «Российский центр судебно-медицинской экспертизы» Министерства здравоохранения Российской Федерации. — Москва : [б. и.], 2019. — 86 с. : ил., табл., цв. ил., портр.; 21 см; ISBN 978-5-6043508-0-5 : 200 экз.
- Исследование анатомических вариантов, аномалий развития и категорий размеров подъязычной кости и хрящей гортани при медико-криминалистической интерпретации травмы и идентификации личности : методические рекомендации / Звягин В. Н., Калимуллин Р. Р., Мальцева Н. Л. ; Министерство здравоохранения Российской Федерации, Федеральное государственное бюджетное учреждение «Российский центр судебно-медицинской экспертизы». — Москва : [б. и.] ; Ижевск : Принт, 2022. — 101 с. : ил., табл., цв. ил.; 20 см; ISBN 978-5-9631-1019-5 : 100 экз.

1971
- Звягин В. Н. Возрастная морфология швов свода черепа человека. К методике определения возраста в судебно-медицинском отношении). М 1971.

1972
- Звягин В. Н. Методика определения возраста человека по швам свода черепа. Физико-технические методы в судебной медицине. Москва-Ставрополь, 1972, 112-113.
- Звягин В. Н. О некоторых критериях оценки возраста человека по зарастанию черепных швов. Судебно-медицинская экспертиза. М., 1972, 3, 19-23.
- Звягин В. Н. Оценка зависимости между формой черепа и интенсивностью зарастания швов на внутренней поверхности черепного свода у человека. Судебно-медицинская экспертиза и криминалистика на службе следствия. Ставрополь, 1972, 6, 393-394.
- Звягин В. Н., Колосова В; М. Статистическая оценка экспериментального материала. Физико-технические методы в судебной медицине. Москва-Ставрополь, 1972, 238-239.
- Пашкова В. И., Колосова В. М., Табакман М. Б., Назаров Г. Н., Кравчинская А. С., Иванов В. К., Звягин В. Н. Научная разработка и возможности внедрения в экспертную практику физико-технических методов исследования вещественных доказательств. Физико-технические методы в судебной медицине. Москва-Ставрополь, 1972, 19-20.

1973
- Звягин В. Н. Асимметрия облитерации венечного и затылочного швов свода черепа человека. Сборник трудов научного общества судебных медиков Лит. ССР. Каунас 1973, 3, 87-90.

1976
- Звягин В. Н. Преждевременное зарастание черепных швов в судебно-медицинском аспекте // Судебно-медицинская экспертиза. — 1976. — №3. — С. 18-23.

1977
- Звягин В. Н., Пашкова В.И. Определение роста по фрагментам длинных трубчатых костей // Судебно-медицинская экспертиза. — 1977. — №3. — С. 26-31.

1981
- Звягин В. Н. Влияние территориальных факторов на спектральный состав костной ткани человека . // Матер. 1 Всероссийского съезда судебных медиков.-Мм 1981.-с. 151-153.
- Звягин В. Н. Диагностика возраста по швам черепа с помощью уравнений множественной полиноминальной регрессии. // Суд. травматология и новые экспертные методы в борьбе с преступлениями против личности. - Каунас. 1981.- с. 58-61.
- Иванов В. К., Звягин В. Н., Эпельцвейг Г. Я., Бялиловская Л. В. Возможность использования методов автоматической классификации на ЭВМ в судебно-медицинской практике. // Судебно-медицинская экспертиза.- 1981.-М 4,- с. 37-38.

1983
- Звягин В. Н. Автоматизированные системы в судебной медицине. // Судебно-медицинская экспертиза, 1983.- № 4,- с. 8-11.
- Звягин В. Н. Методика краниоскопической диагностики пола человека. // Судебно-медицинская экспертиза.-1983.-№ 3.-с. 15-17.

1985
- Звягин В. Н., Салтыков Н. С., Филатова Л.И. Методика соотносительной математической обработки результатов спектральных исследований. // Лабораторные исследования объектов судебно-медицинской экспертизы с диагностическими и идентификационными целями.-Горький, 1985.-с. 91-85.

1986
- Звягин В. Н., Станчев Н. А. Диагностика возраста, человека, по микроструктурным трупным особенностям твердых тканей зубов. //Судебно-медицинская экспертиза.-1986.-№ 4.-с. 54-57.

1987
- Звягин В. Н., Зинин А. Н. Принципы выделения признаков внешности человека в целях медико-криминалистической идентификации личности. // Судебно-медицинская экспертиза.-1987.- № 2.-с. 25-28.

1988
- Айтмырзаев Е. Н., Звягин В. Н., Идентификация тупых предметов по морфологическим особенностям повреждений головы. // Диагностические и идентификационные исследования объектов судебно-медицинской экспертизы.- Горький, 1988.-с. 68-75.
- Звягин В. Н. Математические методы анализа результатов лабораторного исследования объектов судебно-медицинской экспертизы. // 3-й Всесоюзный съезд суд. медиков. Тезисы докладов-М.,-Одесса, 1988.-с. 181-183.
- Звягин В. Н. Основные направления перестройки деятельности физико-технического отделения бюро судебно-медицинской экспертизы. // Диагностические и идентификационные исследования объектов судебно-медицинской экспертизы,-Горький, 1988.-с. 5-11.
- Звягин В. Н., Айтмырзаев Б. А. Идентификация тупых предметов по морфологическим особенностям повреждений головы. // Диагностические идентификационные исследования объектов судебно-медицинской экспертизы.- Горький, 1988.-с. 68-75.
- Звягин В. Н., Карпуничев А. Н. Определение возраста взрослого человека по признакам внешности. // Судебно-медицинская экспертиза.-1988.-№ 1.- с. .18- 22.

1989
- Звягин В. Н., Старостин Н. Н., Филипчук О. В. Рабочее совещание заведующих физико-техническими отделениями бюро судебно-медицинской экспертизы Министерств здравоохранения союзных республик. // . // Судебно-медицинская экспертиза.- 1989,-№ 2,- с. 63.
- Звягин В. Н., Тарасов И. Б. Судебно-медицинские аспекты дерматоглифики костей и стоп. // Судебно-медицинская экспертиза.-1989.-№ 2.-с. 14-17.

1990
- Звягин В. Н., Айтмырзаев Б. А. Ущемление волос в повреждениях, как признак тупой травмы головы. // Методика и практика судебной медицины.-Харьков, 1990.-с. 70-73.
- Звягин В. Н., Акбергенова К. А. Механические повреждения волос при травме головы металлическими тупыми предмета ми. //Методика и практика судебной медицины.-Харьков, 1990. - с. 73-78.
- Звягин В. Н., Жигаленко В. А., Егоров Г. А., Салтыков Н. С. Использование микровычислительной техники в практике бюро судебно-медицинской экспертизы//Актуальные вопросы судебной медицины,-Москва, 1990.- с. 23-28.

1991
- Звягин В. Н. Судебно-медицинский критерий краниологической идентификации личности. // Идентификация объектов и процессов судебной медицины. Сборник научных трудов.-М., 1991.-с. 57-59.
- Звягин В. Н., Акбергенова К. А. Механические повреждения волос при травме головы механическими тупыми предметами. // Судебно-медицинская экспертиза,- 1991.-№ 3.-с. 15-18.
- Звягин В. Н., Зазулин Ю. В. Информационное письмо Главного судебно-медицинского эксперта "Диагностика возраста человека по микроструктуре плоских костей".-М., 1991.-5 с.
- Звягин В. Н., Окроашвили О. А. Информационное письмо Главного судебно-медицинского эксперта "Определение длины тела человека по отдельным его сегментам".-М., 1991.-11 с.
- Звягин В. Н., Турманидзе З. М. Методика диагностики возраста по морфологическим показателям сосудов коркового вещества почки. //Идентификация объектов и процессов судебной медицины. Сборник научных трудов. М., 1991.- с. 60-62.

1995
- Звягин В. Н., Мусаев Ш. М., Станюкевич А.К. Витус Ионассен Беринг (1681 - 1741). Медико-криминалистический портрет. - Баку. 1995. - с. 263.

1997
- Звягин В. Н., Ковалев А. В., Ривенсон М. С., Щербаков В. В. Организационные проблемы идентификации неопознанных трупов // Взаимодействие правоохранительных органов и экспертных структур при расследовании тяжких преступлений : Часть 1, Судебно-медицинская экспертиза. -СПб., 1997. -С. 143 - 145

2001
- Звягин В. Н. Категория изменчивости толщины костей черепа человека // Судебно-медицинская экспертиза — М., 2001. — №5. — С. 24-26.
- Звягин В. Н. Медико-антропологическая идентификация личности в судебной медицине // судебно-стоматологическая экспертиза: состояние, перспективы развития и совершенствования — М., 2001. — С. 33-41.
- Звягин В. Н. Реставрация фрагментированного черепа при экспертизе идентификации личности // Судебно-медицинская экспертиза — М., 2001. — №2. — С. 15-21.
- Звягин В. Н., Березовский М. Е., Королев В. В. Исследование костных объектов, обнаруженных в районе четырехбратского рудника // Проблемы экспертизы в медицине — Изд-во «Экспертиза», 2001. — №2. — С. 38-39.
- Звягин В. Н., Галицкая О. И., Березовский М. Е., Королев В. В. Новый групповой критерий для дифференциации жертв массовых катастроф // Проблемы экспертизы в медицине — Изд-во «Экспертиза», 2001. — №2. — С. 4-8.
- Звягин В. Н., Иванов В. Н., Нарина Н. В. Геометрический Способ определения ракурсного положения череппортрета для краниофасциальной идентификации личности // судебно-медицинская экспертиза — М., 2001. — №4. — С. 20-22.

2002
- Алпатов И. М., Звягин В. Н., Золотенкова Г. В. Возможности оперативного проведения идентификации останков человека при сильном разрушении под воздействием физических факторов // Судебно-медицинская экспертиза — М., 2002. — №4. — С. 35-39.
- Звягин В. Н. Медико-криминалистическая идентификация одного из участников экспедиции В. А. Русанова // Материалы IV Международного конгресса по интегративной антропологии — СПб., 2002, с. 143-145.
- Звягин В. Н., Галицкая О. И. Исследование зольной массы при экспертизе идентификации личности // Судебно-медицинская экспертиза — М., 2002. — №6. — С. 14-16.
- Звягин В. Н., Галицкая О. И., Аунапу С. А. Краниометрическая диагностика массивности скелета и соматотипа // Судебно-медицинская экспертиза — М., 2002. — №5. — С. 7-12.
- Звягин В. Н., Григорьева М. А. Определение длины конечности по фрагментам сожженных костей // Альманах судебной медицины — СПб., 2002. — №3. — С. 6-10.
- Звягин В. Н., Иванов Н. В., Нарина Н. В. Исследование скелета адмирала Ф. Ф. Ушакова // Судебно-медицинская экспертиза — М., 2002. — №2. — С. 21-27.

2005
- Звягин В. Н., Галицкая О. И., Диордиев В. Е. Установление родства по признакам внешности // Мат. VI Всеросс. съезда судебных медиков. — М.-Тюмень, 2005. — № . — С. 104.
- Звягин В. Н., Галицкая О. И., Нарина Н. В. Краниофациальные признаки “словесного портрета” // Мат. VI Всеросс. съезда судебных медиков. — М.-Тюмень, 2005. — № . — С. 105.
- Звягин В. Н., Нарина Н. В. Методика определения степени уплощенности лица // Мат. VI Всеросс. съезда судебных медиков. — М.-Тюмень, 2005. — № . — С. 102-103.

2007
- Клевно В. А., Абрамов С. С., Богомолов Д. В., Звягин В. Н. Актуальные и наиболее перспективные научные направления судебной медицины // Судебно-медицинская экспертиза. — М., 2007. — Т.50. — № 1. — С. 3-8.

2010
- Звягин В. Н., Карапетян М. К. Остеометрическая диагностика порядковой локализации, пола и длины тела человека по скелетированным поясничным позвонкам // Судебно-медицинская экспертиза. — 2010. — №3. — С. 20-24.

2012
- Звягин В. Н., Галицкая О. И., Негашева М. А. Биометрическая сортировка трупов, разрушенных в очаге катастрофы, по признакам пола, продольным, обхватным размерам и степени подкожных жироотложений // Судебно-медицинская экспертиза. — 2012. — №3. — С. 4-11.
- Звягин В. Н., Галицкая О. И., Негашева М. А. Биометрический способ описания головы неопознанного трупа с целью индивидуализации и идентификации личности // Судебно-медицинская экспертиза. — 2012. — №5. — С. 27-33.
- Звягин В. Н., Галицкая О. И., Негашева М. А. Медико-криминалистическое исследование фрагментов тел при массовом поступлении трупов // Судебно-медицинская экспертиза. — 2012. — №2. — С. 4-9.

2013
- Звягин В. Н., Галицкая О. И., Фомина Е. Е. Красная кайма губ как объект медико-криминалистической экспертизы // Судебно-медицинская экспертиза. — 2013. — №5. — С. 24-28.

2016
- Звягин В. Н., Ракитин В. А., Фомина Е. Е. Точечно-цифровая интерпретация и выбор признаков дерматоглифики пальцев для диагностики кровного родства // Судебно-медицинская экспертиза. — 2016. — № 6. — С. 32-37.

2018
- Звягин В. Н., Анушкина Е. С. Определение возраста детей по фрагментам свода черепа с использованием современных методов исследования // Судебно-медицинская экспертиза. — М., 2018. — № 6. — С. 13-16.
- Звягин В. Н., Галицкая О. И. Оптимизация краниометрической диагностики пола у населения Кавказа при медико-криминалистической идентификации личности // Судебно-медицинская экспертиза. — М., 2018. — № 6. — С. 21-24.
- Звягин В. Н., Ракитин В. А., Фомина Е. Е. Программный комплекс «Biometrical Dactylography 17.0» для цифровой интерпретации признаков дерматоглифики пальцев // Судебно-медицинская экспертиза. — М., 2018. — № 2. — С. 31-35.